# Cimetière juif de Bassatine
Pour les articles homonymes, voir Bassatine.
Le cimetière juif de Bassatine au Caire, situé immédiatement à l'est du Vieux Caire est un lieu de sépulture anciennement utilisé par la communauté des Juifs d'Égypte. Il s'agit du deuxième plus ancien cimetière juif du monde, après celui du Mont des Oliviers à Jérusalem.

## Histoire

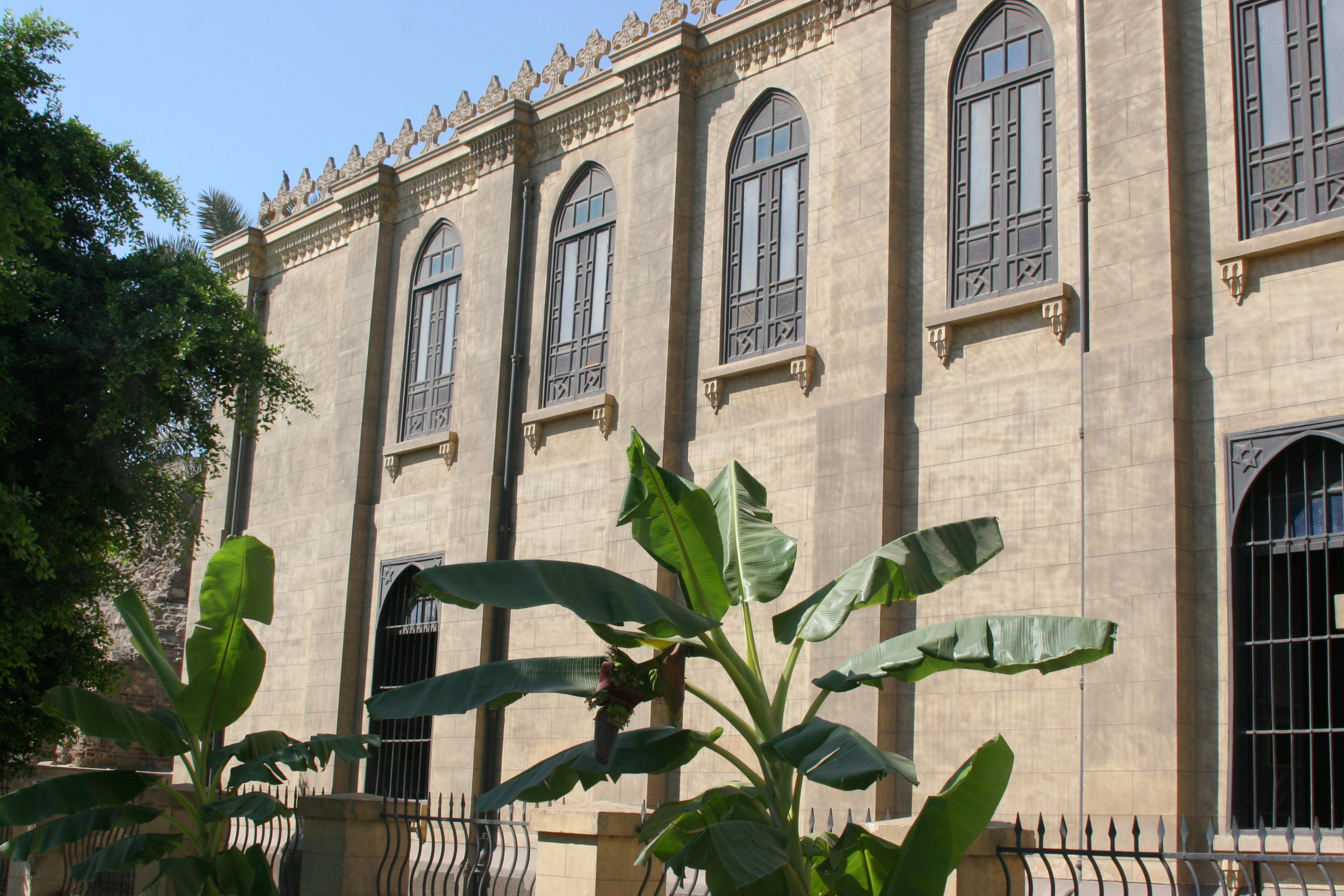
La synagogue Ben Ezra du Caire, à laquelle était rattachée le cimetière de Bassatine.

Fondé à la fin du IXe siècle, le cimetière occupe à l'origine une concession de quatre-vingt-dix hectares de désert accordée à la communauté juive par le sultan Ahmad Ibn Touloun (835-884), fondateur de la dynastie des Toulounides d'Égypte et de Syrie. Au fil du temps, la majeure partie du cimetière est utilisée par les Juifs rabbiniques, alors que le plan initial prévoyait une répartition égale de la surface disponible entre rabbiniques et caraïtes, ces deux groupes se distinguant par leur acceptation ou leur rejet du Talmud. Initialement, le cimetière de Bassatine est placé sous l'autorité de deux synagogues, celle de Cha'ar HaChamaïm au centre de la cité et celle de Ben Ezra dans le quartier de Fostat. Il semble y avoir eu cependant une relation plus étroite avec cette dernière ; en effet, on y a trouvé des fragments de la Gueniza de cette synagogue (la Guenizah du Caire).
À partir de 1948, date de la création de l'État d'Israël, et surtout de 1956, date de l'expulsion des Juifs d'Égypte par Nasser, le cimetière qui ne possède alors aucun mur d'enceinte devient l'objet d'importantes dégradations. Il s'agit surtout du pillage de certaines des pierres tombales de marbre ornant les tombes surélevées (rendant problématique l'identification des défunts) et de l'utilisation des lieux par des squatters. Pour tenter de limiter les actes de vandalisme, Carmen Weinstein (1931-2013), représentante des derniers Juifs de la communauté du Caire commence en 1978 par engager des gardiens et un financement de la World Sephardic Federation permet en 1991 d'ériger un mur autour du cimetière.

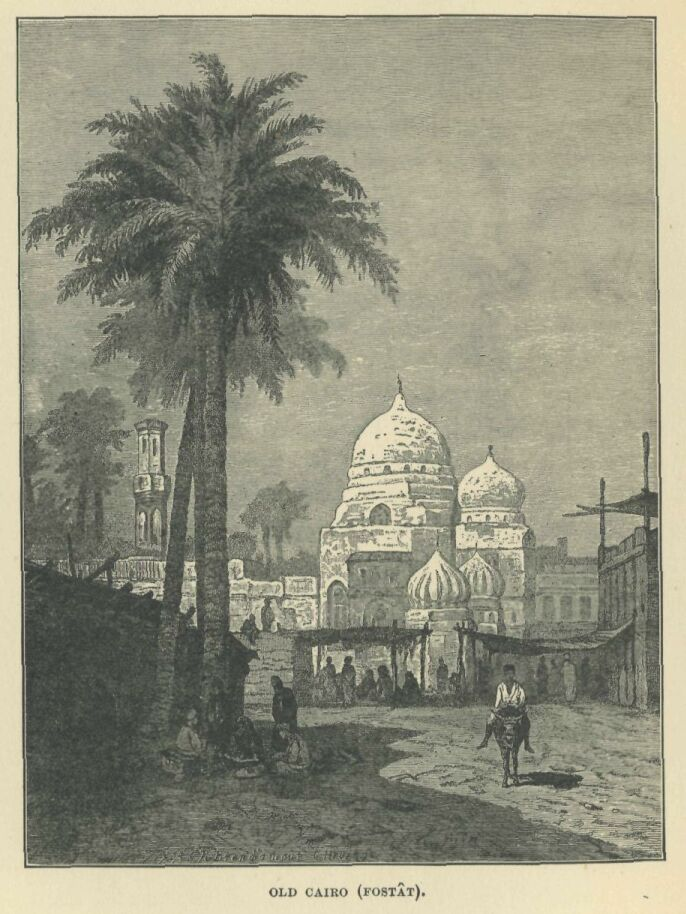
Une vue de Fostat au début des années 1900.

En février 2019, en réponse aux demandes de la communauté juive internationale, le gouvernement du président El-Sisi engage des opérations de nettoyage du cimetière et d'élimination des bidonvilles à proximité, dans le cadre d'une initiative plus globale visant à restaurer les sites du patrimoine juif dans tout le pays. À cette occasion, le rabbin Andrew Baker, directeur des affaires internationales de l'American Jewish Committee se félicite de « l'engagement pris par l'Égypte en faveur de la préservation des sites et des archives juifs ». À cette date, le cimetière de Bassatine est le dernier cimetière juif survivant au Caire et le plus grand d'Égypte.

## Personnalités inhumées au cimetière de Bassatine
- Moïse de Cattaoui Pacha (1849-1926), fondateur et directeur de la banque nationale d'Égypte. Un mausolée lui est dédié ;
- Solomon A. Cicurel (1881-1927), chef d'entreprise cairote ;
- Chaim (Haim) Nahum Effendi (1872-1960), érudit, juriste et linguiste ;
- Ignacy Tiegerman (1893-1968), pianiste et pédagogue polonais.